# 블록버스터 살리기
《블록버스터 살리기》(영어: Blockbuster)는 넷플릭스에서 2022년 11월부터 방영된 미국의 직장 코미디 드라마이다. 실제 비디오, DVD 대여 기업인 블록버스터의 마지막 지점을 배경으로 한 작품이다.